# We Can Work It Out
We Can Work It Out (englisch für ‚Wir können es schaffen‘) ist ein Lied der britischen Band The Beatles, das 1965 mit Day Tripper auf einer Single mit doppelter A-Seite veröffentlicht wurde. Komponiert wurde es von Paul McCartney und John Lennon unter deren gemeinsamem Copyright Lennon/McCartney.

## Hintergrund
Paul McCartney schrieb das Lied nach einer Auseinandersetzung mit seiner damaligen Freundin Jane Asher, bevor sie sich auseinandergelebt haben, in einem der Schlafzimmer im Anwesen seines Vaters in Cheshire. Aus seiner Feder stammen die ersten beiden Strophen und der Refrain, die eine insgesamt eher optimistische Grundstimmung haben. Den pessimistischen Gegenpart im Mittelteil verfasste John Lennon mit McCartney bei sich zu Hause. John Lennon sagte 1980 dazu: „In We Can Work It Out hat Paul die erste Hälfte gemacht, ich die mittlere. Aber Paul schreibt: ‚Wir können es schaffen, wir können es ausarbeiten‘ – wirklich optimistisch, ihr wisst schon, und ich ungeduldig: ‚Das Leben ist sehr kurz und es gibt keine Zeit zum Streiten und Kämpfen, mein Freund.‘“ George Harrison schlug im Studio dann einen Walzertakt mit den Song brechenden und ihm Spannung verleihenden Vorhalt-Triolen vor.

## Aufnahme
Die Aufnahmen für We Can Work It Out zogen sich elf Stunden über zwei Tage hin. Bis zu diesem Zeitpunkt hatte die Band an keinem anderen Lied so lange gearbeitet. Das Lied wurde während der Arbeiten zum Album Rubber Soul in den Londoner Abbey Road Studios aufgenommen. Produzent war George Martin, assistiert von Norman Smith.
Am 20. Oktober 1965 probte die Band zunächst das Lied und nahm im Anschluss zwei Takes auf. Fünf Stunden nahm das anschließende Overdubbing weiterer Instrumente und des Gesangs in Anspruch. Das markante von Lennon gespielte Harmonium wurde zufällig im Studio entdeckt, und während der Session wurde entschieden, es einzusetzen. Auch die Idee von George Harrison, den Mittelteil des Liedes in einem Dreivierteltakt ausklingen zu lassen, entstand erst während der Session.
Am 28. Oktober 1965 fertigte George Martin eine Monoabmischung des Liedes an, die allerdings nicht zur Veröffentlichung vorgesehen war. Diese Abmischung sollte vielmehr als Vollplayback für einen Auftritt in der Fernsehsendung The Music of Lennon and McCartney dienen, in der die Band auftrat. Hierbei entschied sich die Band, den Gesang neu aufzunehmen. Dies geschah am darauffolgenden 29. Oktober 1965, an dem auch noch mehr Harmonium der Aufnahme hinzugefügt wurde. Im Anschluss wurde die endgültige Monoabmischung gefertigt. Eine Stereofassung erfolgte am 10. November 1965 und war zunächst nicht erforderlich, da das Lied nur als Single erscheinen sollte und solche 1965 noch ausschließlich in Mono veröffentlicht wurden. We Can Work It Out erschien in Stereo erstmals am 20. Juni 1966 auf dem US-amerikanischen Kompilationsalbum Yesterday and Today. Am 10. November 1966 wurde eine weitere Stereoabmischung von George Martin für das Kompilationsalbum A Collection of Beatles Oldies hergestellt, die im Vergleich zur ursprünglichen Stereoversion eine andere Stereoanordnung des Harmoniums hat und der Gesang wurde an einigen Stellen mit Hall unterlegt.
Besetzung
- John Lennon: Akustische Rhythmusgitarre, Harmonium, Hintergrundgesang
- Paul McCartney: Bass, Gesang
- George Harrison: Tamburin
- Ringo Starr: Schlagzeug

## Veröffentlichungen
- Ursprünglich sollte Day Tripper als A-Seite der Beatles-Single veröffentlicht werden. Der Beatles-Manager Brian Epstein vertrat jedoch die Ansicht, dass We Can Work It Out sich besser verkaufen würde. Lennon war damit nicht einverstanden und bestand auf Day Tripper als A-Seite. Letztlich wurde ein Kompromiss geschlossen, und die Single wurde am 3. Dezember 1965 als Doppel-A-Seite zeitgleich mit dem Album Rubber Soul veröffentlicht. Es war die erste Doppel-A-Seite, die je veröffentlicht wurde.
- In den darauffolgenden Jahren wurde We Can Work It Out für folgende Kompilationsalben der Beatles verwendet: A Collection of Beatles Oldies (1966), 1962–1966 (1973), 20 Greatest Hits (1982), Past Masters (1988) und 1 (2000).
- Am 6. November 2015 wurde das Album 1 zum zweiten Mal wiederveröffentlicht. Dabei sind bei einigen Liedern, die von Giles Martin und Sam Okell neu abgemischt wurden, deutlich hörbare Unterschiede zu vernehmen. Die Stereoanordnung des Gesangs wurde verändert.[5][6]
- Am 10. November 2023 wurde das Kompilationsalbum 1962–1966 erneut wiederveröffentlicht. Auf diesem befindet sich We Can Work It Out in einer von Giles Martin und Sam Okell 2023 neu abgemischten Version.

## Musikvideos
Die Beatles drehten drei Promotion-Filme für das Lied am 23. November 1965 in den Twickenham Film Studios in London. Regisseur war Joe McGrath. Die Schwarz-Weiß-Musikvideos wurden an Fernsehsender versandt. Die am häufigsten verwendete Version von We Can Work It Out war ein gespielter Studioauftritt, bei dem die Gruppe schwarze Anzüge trug. In einem anderen Musikvideo trug die Gruppe die Anzüge ihres Shea-Stadion-Auftritts, und der dritte Video beginnt mit einer Sequenz von John Lennon mit einer Sonnenblume über dem Auge.

## Kommerzieller Erfolg

### Chartplatzierungen
| ChartsChartplatzierungen       | Höchstplatzierung | Wochen/ Monate |
| ------------------------------ | ----------------- | -------------- |
| Deutschland (GfK)              | 2 (4 Mt.)         | 4 Mt.          |
| Vereinigte Staaten (Billboard) | 1 (12 Wo.)        | 12 Wo.         |
| Vereinigtes Königreich (OCC)   | 1 (15 Wo.)        | 15 Wo.         |

| ChartsJahrescharts (1966)      | Platzierung |
| ------------------------------ | ----------- |
| Deutschland (GfK)              | 24          |
| Vereinigte Staaten (Billboard) | 16          |

### Auszeichnungen für Musikverkäufe
| Land/Region                  | Auszeichnungen für Musikverkäufe (Land/Region, Auszeichnung, Verkäufe) | Verkäufe  |
| ---------------------------- | ---------------------------------------------------------------------- | --------- |
| Vereinigte Staaten (RIAA)    | Gold                                                                   | 1.000.000 |
| Vereinigtes Königreich (BPI) | Silber                                                                 | 1.420.000 |
| Insgesamt                    | 1× Silber · 1× Gold ·                                                  | 2.420.000 |

Hauptartikel: The Beatles/Auszeichnungen für Musikverkäufe

## Coverversionen
Es wurden über 200 Coverversionen von We Can Work it Out veröffentlicht.
Seit der Veröffentlichung von We Can Work it Out wurden beständig Coverversionen veröffentlicht, darunter von Petula Clark (1966), Deep Purple (1968), Valerie Simpson (1971), The Four Seasons (1976), Melanie (1978), Chaka Khan (1981), Tesla (1990), Heather Nova (2002), Chris de Burgh (2008) oder Big Time Rush (2012). Eine Fassung von Stevie Wonder, die 1971 als Single erschien und Platz 13 der Billboard Hot 100 erreichte, wurde 1972 für einen Grammy Award nominiert (Best Male R&B Vocal Performance).
Im Jahr 1987 coverte die Austropopgruppe S.T.S. das Lied mit dem deutschsprachigen Titel Red ma uns das aus.
Paul McCartney veröffentlichte 1991 eine Livefassung im Rahmen der Konzert-Reihe MTV Unplugged. Da er den Text vergessen hatte, musste das Lied mehrfach unterbrochen werden.